# Comuna Vărzărești, Nisporeni
Comuna Vărzărești este o comună din raionul Nisporeni, Republica Moldova. Este formată din satele Vărzărești (sat-reședință) și Șendreni.

## Demografie
Conform datelor recensământului din 2014, comuna are o populație de 5.187 de locuitori. La recensământul din 2004 erau 6.344 de locuitori.

## Administrație și politică
Componența Consiliului local Vărzărești (15 consilieri), ales la 5 noiembrie 2023, este următoarea:
|  | Partid                                        | Consilieri | Componență | Componență | Componență | Componență | Componență | Componență | Componență |
|  | --------------------------------------------- | ---------- | ---------- | ---------- | ---------- | ---------- | ---------- | ---------- | ---------- |
|  | Partidul Acțiune și Solidaritate              | 7          |            |            |            |            |            |            |            |
|  | Candidat independent CONSTANTIN UNGUREANU     | 1          |            |            |            |            |            |            |            |
|  | Partidul Dezvoltării și Consolidării Moldovei | 3          |            |            |            |            |            |            |            |
|  | Partidul Social Democrat European             | 2          |            |            |            |            |            |            |            |
|  | Partidul Socialiștilor din Republica Moldova  | 1          |            |            |            |            |            |            |            |
|  | Partidul Verde Ecologist                      | 1          |            |            |            |            |            |            |            |

## Personalități născute aici
- Leon Livovschi (1921-2012), om de știință cu contribuții în mecanică, matematică și informatică, profesor universitar la Universitatea din București